# Tompói járás

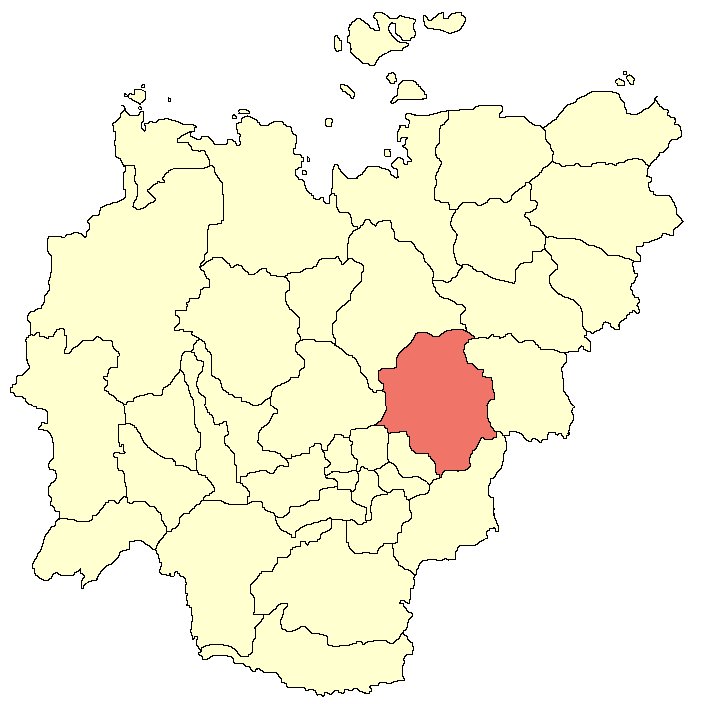
A Tompói járás Jakutföldön

A Tompói járás (oroszul: Томпонский район, jakut nyelven: Томпо улууhа) Oroszország egyik járása Jakutföldön. Székhelye Handiga.

## Népesség
- 1989-ben 22 844 lakosa volt, melynek 57,1%-a orosz, 21,8%-a jakut, 3,2%-a even, 0,4%-a evenk.
- 2002-ben 15 275 lakosa volt, melynek 50,8%-a orosz, 29,8%-a jakut, 4,3%-a even , 2,2%-a ukrán, 0,8%-a tatár, 0,5%-a csukcs, 0,5%-a evenk, a többi más nemzetiségű.
- 2010-ben 14 099 lakosa volt, melyből 6154 orosz, 5398 jakut, 927 even, 469 ukrán, 249 örmény, 101 evenk, 101 tatár stb.